# Sint Jago (Willemstad)
Sint Jago – osada (buurt)  w dzielnicy Scharloo miasta Willemstad, w dystrykcie Willemstad, w kraju autonomicznym Curaçao, należącym do Holandii, w Ameryce Południowej. 20 października 2023 r. liczyła 294 mieszkańców. Pod względem liczby mieszkańców jest największą osadą w dzielnicy.